# Трансгресия (геоморфология)
Трансгресията е явление, при което морето настъпва към сушата в резултат от негативните епейрогенни (колебателни) движения на земната кора. Трансгресиите се наблюдават през цялата геоложка история на Земята. За трасгресивните наслаги е характерна смяната на плиткоморски с дълбоководни фации отдолу нагоре.
Съвременни трансгресии се наблюдават по крайбрежията на Нидерландия, Белгия, Източна Англия, по бреговете на Баренцово и Бяло море, по крайбрежието на полуостров Лабрадор, в обсега на Големите американски езера и долината на река Сейнт Лорънс. При потъване на сушата се установяват потопени морски тераси, потопени речни долини и устия, голяма мощност на коралови образувания на повече от 40 до 60 m дълбочина, следи от древни исторически паметници под морското равнище (например по далматинския и кримския бряг), потънали гори, торфища и др. Най-голямо отрицателно колебателно движение на сушата е установено по крайбрежието на Атлантическия океан при устието на река Конго. При точни батиметрични изследвания се вижда, че речното легло на реката продължава във вид на дълбоко врязана подводна долина на дълбочина до 2000 m и на около 150 km навътре в океана. Същите белези на подводни долини са установени и пред устията на реките по атлантическия бряг на Северна Америка, където са открити 27 подводни долини с дълбочина до 250 m. Подобни данни има за Инд, Ганг и много други реки, врязани в шелфа и на места даже в континенталния склон.

## Вижте още
- Епейрогенни движения
- Регресия